# Sveti Anton (Słowenia)
Sveti Anton (wł. Sant'Antonio) – wieś w Słowenii, w gminie miejskiej Koper. 1 stycznia 2018 liczyła 1971 mieszkańców.